# Slipstream
En computació, el slipstream són les actualitzacions, els patches, els packs de servei, i els arxius d'instal·lació de programari, de manera que els arxius resultants permeten una instal·lació del programari que ja ha estat actualitzat.
Encara que no és suportat directament pel venedor del programari, la integració dels components mitjançant el slipstream pot ser tècnicament possible, depenent de les actualitzacions, l'estructura, i el tipus de programa informàtic que es vol instal·lar, fent servir el slipstream i de l'instal·lador del programa original.
En un ambient Windows, és normal pels administradors de sistemes fer servir fonts d'instal·lació del sistema operatiu actualitzant-lo i modificant-lo, usant el slipstream, i fent disponible el disc dur o la imatge del disc d'instal·lació resultant en l'ús de recursos compartits de xarxa. Això simplifica molt el desenvolupament de les noves instal·lacions.
Microsoft generalment també permet demanar des de la seva pàgina web CD's actualitzats amb el slipstream. Les noves versions dels productes de Microsoft generalment ja venen actualitzades per mitjà del slipstream o venen amb un CD separat que inclou les actualitzacions.

## Avantatges
El procés del slipstream pot estalviar temps i diners. És possible integrar els packs de serveis i les altres actualitzacions i patches amb la font original de la instal·lació, així com afegir drivers addicionals, arxius de configuració, etc. En un ambient de Microsoft Windows, fer un slipstream, sobre la font original, de tots els drivers necessaris per la instal·lació estalviarà tant temps de descàrrega d'aquests des de la xarxa, com des de la seva instal·lació. No obstant això, si hi ha disponibles drivers més nous, aleshores una nova font d'instal·lació serà necessària. Això implica més treball inicialment, però pot estalviar temps més tard en les d'instal·lacions o les re-instal·lacions. Això és especialment significatiu per als administradors que han de fer anar una gran quantitat de computadores.
Per a instal·lar un sistema operatiu en cada computadora, cal fer servir el sistema original i després actualitzar cada ordinador, després de completar la instal·lació, fent servir el slipstream, ´cal tenir una font del sistema operatiu actualitzada i aleshores cal instal·lar un nombre mínim d'actualitzacions.
Afegir patches a la font original de la instal·lació també estalvia temps. No obstant això, no tots els patches de Windows poden ser aplicats d'aquesta manera, i un desavantatge és que si posteriorment es descobreix que un patch és responsable de crear problemes, el patch no es pot llevar sense fer servir una instal·lació d'un CD original que no està actualitzat amb el slipstream. Les instruccions en línia per a aquesta manera de fer les coses emfatitzen l'ús d'ambients virtuals d'ordinador personal per fer proves (tals com VMware Workstation o VirtualBox), doncs l'usuari final sovint no aconsegueix suport del fabricant del programa informàtic per fer servir aquest disc compacte .
Fent servir el CD del sistema operatiu actualitzat amb el slipstream, pot evitar errors d'instal·lació causats pels drivers i els components del maquinari.
És possible integrar arxius de configuració, a més de programes addicionals que s'instal·laran automàticament, com també l'eliminació de certs components que no es desitja que s'instal·lin. En un slipstream de Windows XP, per exemple, es pot incorporar, a més dels patches i les actualitzacions, el navegador Mozilla Firefox i eliminar el navegador Internet Explorer, i altres components que normalment venen instal·lats per defecte. Addicionalment, amb arxius de configuració es poden donar respostes predeterminades a les preguntes que fa el sistema d'instal·lació de Windows XP.